# Tetrastichus momardicae
Tetrastichus momardicae är en stekelart som beskrevs av Domenichini 1964. Tetrastichus momardicae ingår i släktet Tetrastichus och familjen finglanssteklar. Inga underarter finns listade i Catalogue of Life.